# Aculops gaultheriae
Aculops gaultheriae är en spindeldjursart som först beskrevs av Lamb 1953.  Aculops gaultheriae ingår i släktet Aculops och familjen Eriophyidae. Inga underarter finns listade i Catalogue of Life.